# Wolfgang Martin Stroh
Wolfgang Martin Stroh (* 1. Juli 1941) ist ein deutscher Musikwissenschaftler und emeritierter Professor an der Carl von Ossietzky Universität Oldenburg.

## Leben
Stroh studierte Mathematik, Physik, Musikwissenschaft und Neuere Deutsche Literatur an den Universitäten Erlangen, München, Freiburg und der Eastman School of Music (Rochester). 1973 promovierte er bei Hans Heinrich Eggebrecht (Freiburg). 2006 erwarb er das HAF-Diplom für Multimediadesign. Er war Lehrer an mehreren Gymnasien, von 1973 bis 1978 war er wissenschaftlicher Mitarbeiter an den Bielefelder Schulprojekten, speziell am Oberstufenkolleg Bielefeld, seit 1978 Professor für Systematische Musikwissenschaft an der Universität Oldenburg. In der Interkulturellen Musikerziehung ist er durch seinen „Erweiterten Schnittstellenansatz“ bekannt geworden. Seit seiner Emeritierung 2006 leitet er das  „iii-twiskenstudio oldenburg“ zur Produktion Multimedialer Lernumgebung für den Musikunterricht.

## Forschungsschwerpunkte

### Musikwissenschaft
- Kulturwissenschaftliche Musikanalyse Neuer Musik (Webern, Berg, Stockhausen, Penderecki, Nono)
- Soziologie der Elektronischen Musik
- Mensch-Maschine-Interaktion (künstlerisch-wissenschaftliche Forschungsprojekte: „Brain and Body“,[2][3] „MIDI-Planetarium“,[4][5] „Fractal Music“, „TechnoMuseum“, „BrainLab“).
- Musik der Neuen Sozialen Bewegungen und des „New Age“

### Musikpädagogik
- Neue Technologien im Musikunterricht
- Gruppenimprovisation („Erstes improvisierendes Streichorchester“)
- Szenische Interpretation von Musik und Theater
- Interkulturelle Musikerziehung
- Klezmermusik als ent-ritualisierte Holocaustpädagogik

## Publikationen

### Bücher/Multimedia (Auswahl)
- Anton Webern. Historische Legitimation als kompositorisches Problem (= Göppinger Akademische Beiträge 63). Verlag Kümmerle, Göppingen 1973.
- Zur Soziologie der elektronischen Musik. Amadeus-Verlag, Zürich 1975.
- Leben Ja. Zur Psychologie musikalischer Tätigkeit. Musik in Kellern, auf Plätzen und vor Natodraht. Marohl-Verlag, Stuttgart 1984. ISBN 3-89006-021-8.
- mit Ralf Nebhuth: Carmen. Begründungen und Unterrichtsmaterialien (= Szenische Interpretation von Opern, Band 1). Lugert-Verlag, Oldershausen 1990. ISBN 3-930915-16-2.
- Handbuch New Age Musik. Auf der Suche nach neuen musikalischen Erfahrungen (= ConBrio Fachbuch Band 1). Verlag ConBrio, Regensburg 1994. ISBN 3-930079-40-2.
- Szenische Interpretation von Musik. Eine Anleitung zur Entwicklung von Spielkonzepten anhand ausgewählter Beispiele. (= Norbert Schläbitz (Hrsg.): EinFach Musik, Bd. 3). Schöningh-Verlag, Paderborn 2007. ISBN 978-3-14-018077-1.
- mit Margherita D’Amelio: Tarantella in der Schule. Eine multimediale Lernumgebung. starfsih music Production, Bremen 2012 / Lugert-Verlag, Oldershausen 2012. DVD 027191-670245.